# Torneo Acropolis 2010
Il Torneo Acropolis 2010 si è svolto dal 17 al 19 agosto 2010.

Gli incontri si sono svolti nell'impianto ateniese "Olympiahalle".
Questa edizione verrà ricordata per due fatti curiosi:
- il +74 con il quale la Grecia si è facilmente sbarazzata del Canada, che rappresenta il massimo scarto registrato fra due nazionali in tutte le edizioni del Torneo
- la mega rissa scoppiata nell'ultima sfida tra Serbia e Grecia, che ha visto protagonista soprattutto il serbo Nenad Krstić. Nell'episodio, che ha coinvolto praticamente tutti i componenti di entrambe le squadre, e causato la sospensione della partita a due minuti dal termine, Krstić, dopo essere venuto alle mani con diversi giocatori ellenici (ed in particolar modo anche con Sofoklīs Schortsianitīs), ha scagliato nel mucchio una sedia che si trovava nel parterre nei pressi del campo di gioco, colpendo alla testa il lungo Iōannīs Mpourousīs (quella sera in borghese), causandogli una ferita sanguinante. La FIBA ha preso le distanze dall'accaduto e condannato le violenze, definendo il comportamento dei giocatori coinvolti come «inaccettabile, soprattutto da giocatori che hanno il ruolo importante di essere visti come modelli dai giovani». A seguito di ciò, Krstić, immediatamente arrestato e costretto a trascorrere una notte in prigione, è stato squalificato per tre giornate, e costretto a saltare l'intera Fase di Qualificazione nell'immediato Mondiale di Turchia, mentre il serbo Miloš Teodosić ed i greci Antōnīs Fōtsīs e Sofoklīs Schortsianitīs sono stati squalificati per due turni e costretti a saltare le prime due partite del Mondiale.

## Squadre partecipanti
1. Canada
2. Grecia
3. Serbia
4. Slovenia

## Risultati
| Atene 17 agosto , ore 18:00 | Serbia | 82 – 81 | Slovenia | Olympiahalle |

| Atene 17 agosto , ore 20:45 | Grecia | 123 – 49 | Canada | Olympiahalle |

| Atene 18 agosto , ore 18:00 | Canada | 62 – 58 | Serbia | Olympiahalle |

| Atene 18 agosto , ore 20:45 | Grecia | 96 – 72 | Slovenia | Olympiahalle |

| Atene 19 agosto , ore 17:45 | Canada | 71 – 86 | Slovenia | Olympiahalle |

| Atene 19 agosto , ore 20:45 | Grecia | 74 – 73 (Partita sospesa a 2':40" dal termine per rissa) | Serbia | Olympiahalle |

## Classifica finale
| Pos. | Team     | Punti | Pf - Ps   |
| ---- | -------- | ----- | --------- |
| 1.   | Grecia   | 6     | 293 - 194 |
| 2.   | Serbia   | 2     | 213 - 217 |
| 3.   | Slovenia | 2     | 239 - 249 |
| 4.   | Canada   | 2     | 182 - 267 |